# Kvinden fra Brest
Kvinden fra Brest (fransk: La Fille de Brest, Pigen fra Brest) er en fransk drama-film fra 2016 instrueret af Emmanuelle Bercot. Filmen havde premiere ved Special Presentations-sektionen ved Toronto International Film Festival i 2016. Filmen er baseret på autentiske historie om den franske læge Irène Frachon, som blev kendt for hendes dybdegående undersøgelser af de livstruende bivirkninger og dødsfald, som blev forårsaget af slankepille-midlet Mediator, som blev produceret af den franske Laboratoires Servier.

## Medvirkende
- Sidse Babett Knudsen som Irène Frachon
- Benoît Magimel som Antoine Le Bihan
- Charlotte Laemmel som Patoche
- Lara Neumann som Anne Jouan
- Philippe Uchan som Aubert
- Patrick Ligardes som Bruno Frachon
- Olivier Pasquier som Arsène Weber
- Isabelle de Hertogh som Corinne Zacharria
- Gustave Kervern som Kermarec
- Pablo Pauly som Charles-Joseph Oudin
- Myriam Azencot som Catherine Haynes
- Eddie Chignara som Christophe Laugier
- Raphaël Ferret som Fred
- Christophe Meynet som David
- Gilles Treton som Yannick Jobic
- Élise Lucet som sig selv